# Efecte diorama
L'efecte diorama, també conegut com a il·lusió diorama, Tilt–shift o  miniatura tilt-shift és un efecte o il·lusió òptica, que s'aconsegueix normalment a través d'un procés d'edició digital, on una escena de grandària natural és modificada perquè sembli una miniatura. El desenfocament de la imatge simula l'escassa profunditat de camp que normalment es troba en les fotografies d'aproximació o macros, fent que l'escena sembli molt més petita del que realment és. L'efecte borrós pot aconseguir-se òpticament, en prendre la imatge, o mitjançant un tractament digital posterior. Moltes fotografies que produeixen aquest efecte es prenen des d'una gran alçada per a simular l'efecte de mirar una maqueta des de dalt.

## Característiques generals
En una escena típica, els objectes propers a la càmera se situen a la part inferior de la fotografia, mentre que aquells més distants se situen a la part superior.
Només hi ha un pla ben enfocat. Els objectes que no es troben en el pla principal apareixen difuminats, i aquest efecte és major com més lluny es trobi l'objecte del pla enfocat. No obstant això, un desenfocament menor de certa quantitat resulta imperceptible amb condicions de visió normals. Aquells objectes pels quals el desenfocament és imperceptible es troben dins de la profunditat de camp.
La profunditat de camp es redueix a mesura que augmenta l'ampliació. En una fotografia d'aproximació d'una escena en miniatura, la profunditat de camp és petita, i habitualment és impossible fer que tot aparegui nítid fins i tot amb la obertura més petita de l'objectiu. Com a conseqüència, tant el primer pla com el fons apareixen generalment borrosos, i el desenfocament en la fotografia augmenta a mesura que ens allunyem, amunt o avall, del centre de la imatge. En la fotografia d'una escena a mida real, la profunditat de camp és considerablement superior; en alguns casos és difícil part de la imatge fora d'ella, fins i tot quan s'estableix la màxima obertura del diafragma de l'objectiu. Per tant, la diferència característica en la profunditat de camp ens permet distingir fàcilment una imatge d'una escena de mida real de la d'una miniatura.
En una fotografia típica no hi ha senyals que especifiquin la distància entre objectes (com de lluny estan del punt d'observació) i, en conseqüència, la distància ha de ser inferida a partir de la mida dels objectes coneguts de l'escena. El desenfocament degut a la poca profunditat de camp ens dona un indici de la distància. En una il·lusió diorama, afegir difuminat sembla anul·lar aquesta informació coneguda, fent que els objectes semblin miniatures i tinguin aspecte de joguines.

## Tècniques
Una tècnica habitual per fer que una imatge de mida normal sembli un model en miniatura és difuminar progressivament la imatge des del centre cap a la part superior o inferior, simulant que el difuminat es deu a la limitada profunditat de camp d'una típica fotografia d'una miniatura. El difuminat pot aconseguir-se, ja sigui òpticament o a través de post-processament digital.

### Òptica
Les miniatures poden simulades òpticament mitjançant la inclinació de les lents, tot i que l'efecte és una mica diferent a la de la baixa profunditat de camp que normalment resulta de les macrofotografies.
En una fotografia normal (sense utilitzar inclinació de les lents):
- La profunditat de camp s'estén entre dos plans paral·lels, a banda i banda del pla d'enfocament.; la profunditat de camp és finita en profunditat, però infinita en alçada i amplada.
- Els gradients d'agudesa a cada costat de la profunditat de camp estan situats al llarg de la línia de visió.
- Els objectes que estan a la mateixa distància de la càmera es mostren amb la mateixa nitidesa.
- Els objectes que es troben a distàncies molt diferents de la càmera es mostren amb agudesa diferent.

En una fotografia utilitzant inclinació de lents:
- La profunditat de camp s'estén entre dos plans a banda i banda del pla d'enfocament que es tallen en un punt proper a la lent.
- La profunditat de camp té forma de falca, amb el vèrtex prop de la càmera i la seva altura augmentant amb la distància de la càmera.[2]
- Quan el pla d'enfocament està a un angle considerable del pla de la imatge, la profunditat de camp pot ser de poca alçada però infinita en amplada i profunditat.
- Els gradients de l'agudesa estan a un cert angle de la inclinació de la línia de visió. Quan el pla d'enfocament és gairebé perpendicular al pla de la imatge, els gradients de l'agudesa són gairebé perpendiculars a la línia de visió.
- Quan el pla d'enfocament es troba a un angle considerable del pla de la imatge, els objectes que es troben a la mateixa distància de la càmera es mostren amb diferents intensitats d'agudesa, en funció de la seva posició en l'escena.
- Els objectes que difereixen molt en la seva distància a la càmera es mostren clarament si es troben dins de la falca de la profunditat de camp.

Malgrat les diferències, per a una escena que té una alçada relativament petita, la inclinació de les lents pot produir un resultat semblant al d'un escenari en miniatura, especialment si la imatge es pren des de dalt a un angle moderat respecte al terra. Per a una superfície completament plana, l'efecte utilitzant la inclinació serà gairebé el mateix que el que s'obté a partir d'una lent regular: la regió de l'enfocament serà aguda, amb difuminat progressiu cap a la part superior o inferior de la imatge.
L'efecte diorama utilitzant inclinació és menys eficaç si l'escena inclou objectes d'una alçada significativa, com edificis alts o arbres, especialment si aquests són fotografiats en un angle petit en relació al terra, perquè hi ha un gradient d'agudesa al llarg de les superfícies que estan, evidentment, a la mateixa distància de la càmera.
Encara que és menys freqüent, també sorgeixen dificultats similars si un objecte té una gran extensió al llarg de la línia de visió, com per exemple, un tren retrocedint de la vista igualment fotografiat a un angle petit des del terra, ja que parts del tren que es troben a distàncies considerablement diferents de la càmera es mostren igual d'agudes.
Amb una càmera de vista, normalment es pot ajustar la inclinació amb els moviments propis de la càmera; amb una càmera de format petit o mitjà normalment es requerirà una lent de canvi/ inclinació o adaptador.

### Post-processament digital

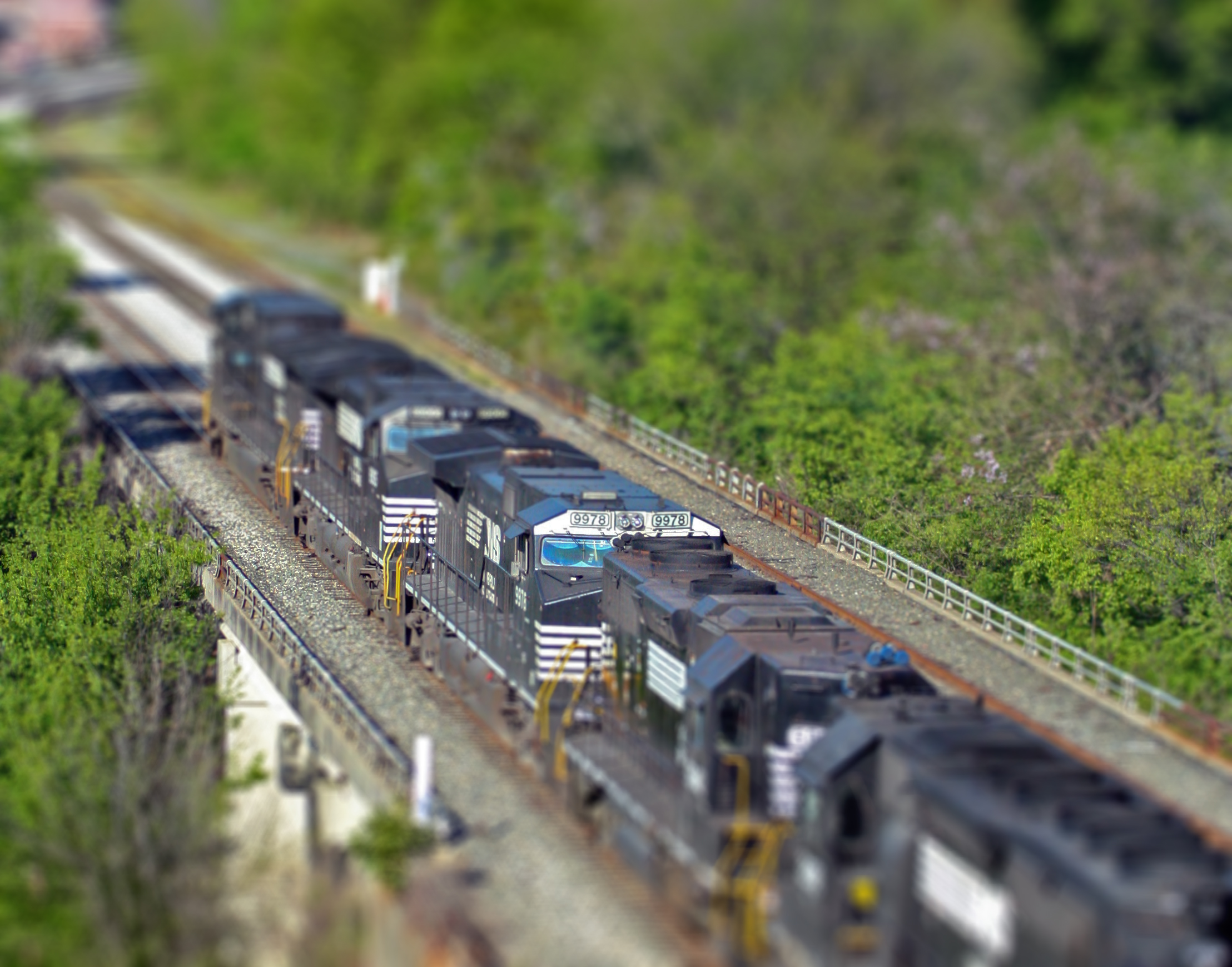
Imatge digital borrosa d'un tren de mercaderies a Norfolk Sud

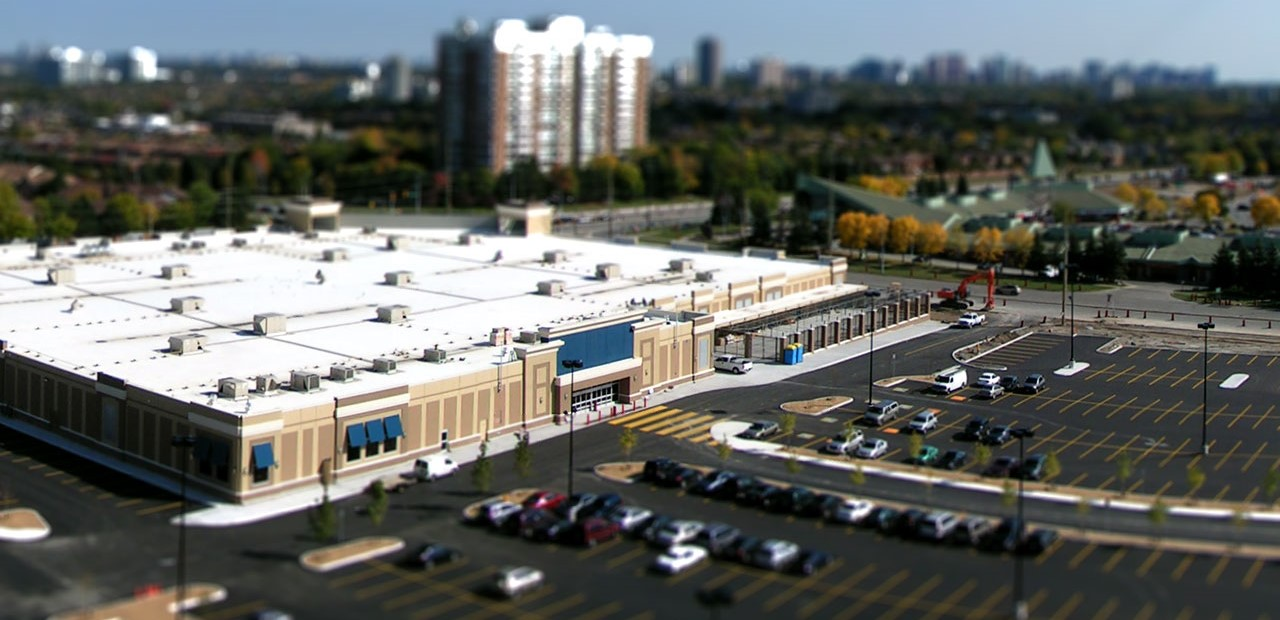
Simulació de miniatura presa en un angle petit respecte al terra

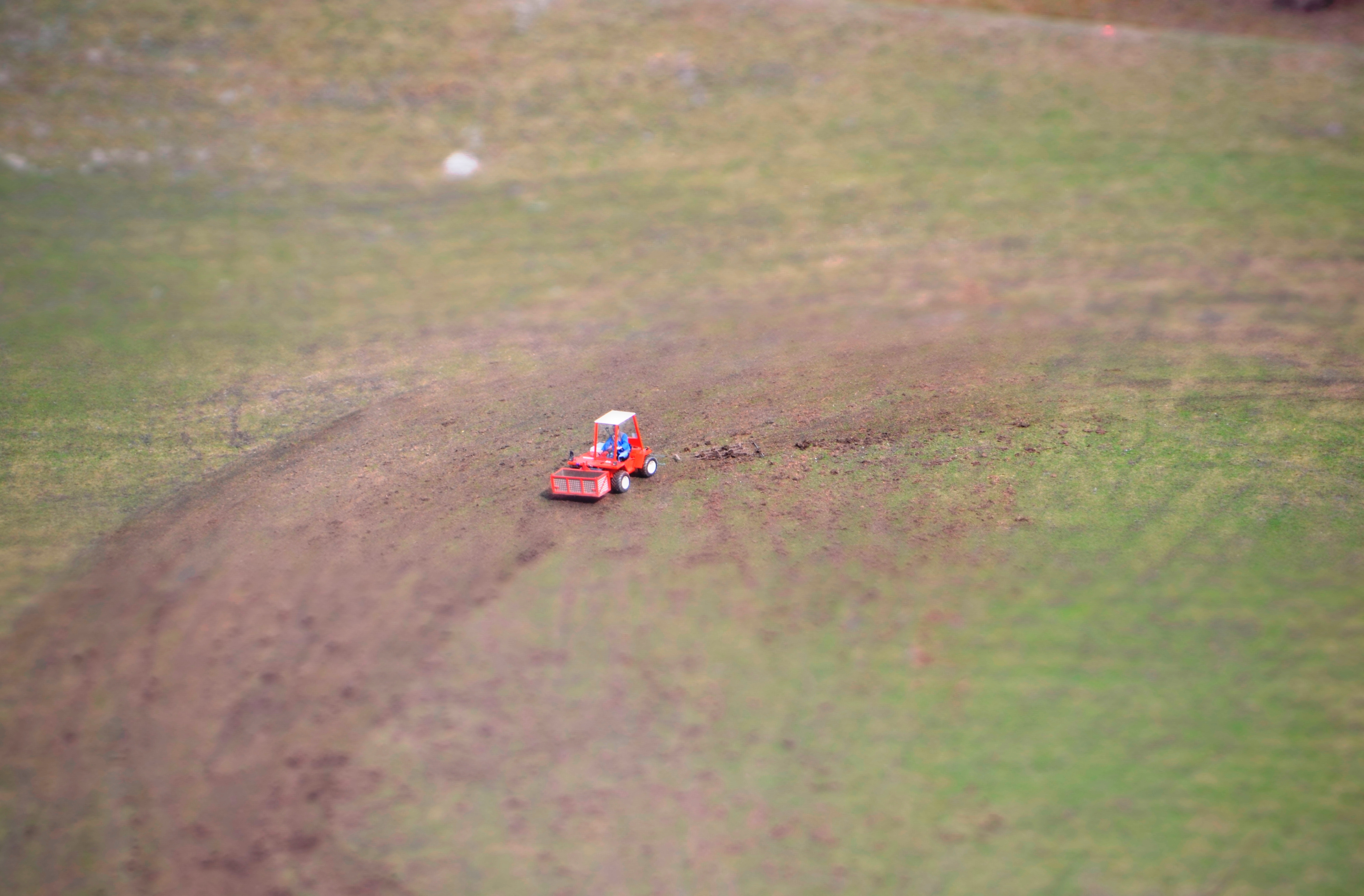
Efecte diorama d'un vehicle agrícola a Àustria

Una miniatura també es pot simular digitalment, utilitzant un editor d'imatges per difuminar les parts superiors i inferiors de la fotografia, de manera que només el subjecte està afilat. Amb les tècniques bàsiques, com per exemple, una eina como la lent de filtre Desenfocament d'Adobe, l'ús de gradients de nitidesa que s'estenen des del centre de la imatge en les parts superiors i inferior, l'efecte és molt similar a l'obtingut mitjançant la inclinació de la lent.
Les tècniques senzilles tenen limitacions semblants a les de la inclinació de l'objectiu. En la imatge de Jodhpur, la simulació diorama és molt eficaç, perquè l'escena inclou relativament poca alçada i es va fotografiar en un angle prou alt respecte al terra. La simulació és menys convincent en la imatge de l'estació de tren i en la imatge del gran edifici baix, perquè aquestes escenes inclouen diversos objectes alts, i es van fotografiar a angles molt propers al terra. En la imatge del tren, hi ha una variació significativa en la nitidesa de la part inferior del tren a la part superior, i el mateix passa amb molts dels arbres, malgrat el fet que les parts superiors i inferiors d'aquests es troben gairebé a la mateixa distància de la càmera. Efectes similars es troben en la imatge del gran edific baix, i encara que la simulació diorama del subjecte principal és raonable, hi ha diferències notables de dalt a baix en la llum més propera i en l'edifici més alt en el fons, malgrat que les parts superior i inferior d'aquests objectes es troben a gairebé a la mateixa distància de la càmera.
Una simulació més realista és possible utilitzant tècniques més avançades. Un simple mapa de profunditat, que consisteix en un gradient lineal que pot ser editat per proporcionar nitidesa uniforme als objectes que estiguin a la mateixa distància de la càmera. Aquest efecte no es pot aconseguir encara que s'inclini la lent.
Fins i tot simples tècniques digitals ofereixen més flexibilitat que les tècniques òptiques, incloent-hi la capacitat d'escollir la regió de nitidesa i la quantitat de desenfocament en zones poc clares després d'haver pres la fotografia. A més a més, l'efecte diorama digital no requereix una càmera amb moviments o d'una lent especial (que solen ser molt cares).
Altres tècniques que permetran millorar la impressió d'una escena diorama augmenten estan incrementant el contrast de la imatge, la simulació d'ombres més difícils i fosques, d'una miniatura sota un llum, i l'augment de la saturació de la imatge per a simular els colors brillants d'una miniatura pintada.

### Tècniques digitals per a imatges en moviment
Jim L. Clark va desenvolupar un procés per a l'ús avançat de l'efecte diorama amb imatges en moviment, anomenat Smallgantics, que fou utilitzat en el vídeo musical de "Harrowdown Turó" per Thom Yorke del grup musical Radiohead. El projecte va ser produït al Bent Image Lab el juliol de 2006, i va ser dirigit pel realitzador Chel Blanc. En aquest cas, el fals efecte diorama es va aconseguir digitalment utilitzant imatges a mida real preses des d'un helicòpter d'un vernal, i paisatges urbans que es van fragmentar en diferents plans. Això implica la creació manual de fins a vuit plans de z-buffering sobre imatges en moviment en viu, quadre per quadre, que resulten en una seqüència mat en blanc i negre(creació d'una pel·lícula). Aquests mats són posteriorment combinats aplicant diferents graus de difuminat per crear l'efecte d'un camp poc profund.

### Utilització en la cultura popular
- Il·lusions d'efecte diorama van ser utilitzades extensament en l'horitzó de Las Vegas, al capítol “La nina vivent” de la sèrie nord-americana CSI, en el qual l'assassí és descobert.
- Les variades targetes postals de cada país que es mostraven en el Festival de la Cançó d'Eurovisió del 2011 utilitzaven escenes amb efecte diorama.
- Fotografies preses amb aquesta tècnica van ser utilitzades en el plató de la secció Bumps, de Cartoon Network Adult's Swim, en el seu horari nocturn.
- Il·lusions d'efecte diorama de multituds de persones, s'utilitzen per a la seqüència d'entrada de la sèrie de televisió "Dollhouse".
- Es van utilitzar il·lusions d'efecte diorama en escenes d'una campanya publicitària del Banc d'Austràlia, en les que es mostraven vianants caminant per ciutats d'Austràlia.
- S'utilitzaven escenes d'efecte diorama de la ciutat de Burbank (Califòrnia) prèviament als anuncis comercials en el programa nord-americà The Tonight Show With Jay Leno.
- El fotògraf Sam O´Hare va utilitzar 3500 fotografies estàtiques per a crear la pel·lícula The Sandpit.
- Es van utilitzar aquests efectes en escenes de Londres en la seqüència de títols i transicions de la sèrie de televisió Sherlock, de la BBC l'any 2010.
- El 2010, en la pel·lícula "La xarxa social", es va utilitzar l'efecte diorama en una escena que mostrava una competició de rem.
- En la seqüència completa d'introducció de la cinta "The Gulliver´s Travels" del 2010, es van utilitzar aquests efectes en diverses preses de la ciutat de Nova York.
- Algunes preses de la ciutat de Nova York de la pel·lícula Extremely Loud And Incredibly Close, s'inicien amb aquest efecte per després prendre una aparença més convencional.
- La marca de moda japonesa Uniqlo va utilitzar tècniques videogràfiques amb efecte diorama per a l'edició d'un calendari.
- La Universitat d'Oxford va pujar una imatge amb efecte diorama a la seva pàgina web al febrer de 2011.
- El videoclip de la cançó "Clouda", de Newton Faulkners utilitza extenses escenes amb canvis d'inclinació.
- El reality show de ciència-ficció "Hot Set" utilitza il·lusions diorama en el seu material inèdit.
- En la sèrie de televisió britànica "Misfits", es van utilitzar àmpliament aquests efectes en els seus capítols.